# Muttrah
Muttrah (tiếng Ả Rập: مطرح) dân số 150.000 người (năm 2003), là một thành phố nằm ở tỉnh Muscat của Oman. Trước khi phát hiện dầu, Muttrah là trung tâm thương mại ở Oman. Nó vẫn là một trung tâm thương mại và có một trong những cảng biển lớn nhất của khu vực. Các công trình nổi bật khác bao gồm Souq Muttrah, chợ truyền thống và chua Al-Lawatiah, một cộng đồng nhỏ với ngôi nhà được bao quanh bởi một bức tường thành cũ.
Thường được gọi là Cảng Muscat, cảng Sultan Qaboos là một trong những cảng thương mại chính ở Oman. Đây là cửa ngõ hàng hải hàng đầu của Oman, có một vị trí đắc địa trong vương quốc Hồi giáo ổn định chính trị. Nằm ở một bến cảng tự nhiên 250 km về phía nam của eo biển Hormuz trên bờ biển Ấn Độ Dương của bán đảo Ả Rập.